# Кноп-Лабах
Кноп-Лабах (нем. Knopp-Labach) — община в Германии, в земле Рейнланд-Пфальц. 
Входит в состав района Юго-западный Пфальц. Подчиняется управлению Вальхальбен.  Население составляет 461 человек (на 31 декабря 2010 года). Занимает площадь 5,95 км².